# Гейдельбергская обсерватория
Гейдельбергская обсерватория (нем. Landessternwarte Heidelberg-Königstuhl) — астрономическая обсерватория, расположенная на холме Кёнигштуль, в немецком Гейдельберге.

## История
Предшественница этой обсерватории была первоначально открыта в 1774 году в соседнем городе Мангейме, но ухудшение условий наблюдения привело к её переводу в Карлсруэ (в 1880 году), а затем и на Кёнигштуль (в 1898 году).
20 июня 1898 года новая обсерватория была торжественно открыта великим герцогом Фридрихом. Она включала в себя два отдела: астрофизический, под руководством Макса Вольфа, и астрометрический, под руководством Карла Валентинера. Основной областью деятельности обсерватории было исследование туманностей и поиск астероидов. Ученые обнаружили более 800 астероидов, включая первый найденный троянский астероид (588) Ахиллес в 1906 году. 23 января 1914 года на этой обсерватории было случайно получено первое достоверное изображение Плутона за 16 лет до его открытия Клайдом Томбо.
Институт астрономии общества Макса Планка был открыт неподалёку в 1967. Директором обсерватории c 2006 года является Андреас Кьюрренбах (нем. Andreas Quirrenbach).
В 2005 году обсерватория была объединена с Институтом теоретической астрофизики (Institute of Theoretical Astrophysics) и Астрономическим вычислительным институтом (Astronomical Calculation Institute) в Астрономический центр Гейдельбергского университета.